# Лекое
Лекое е „количествена“ музикална невма във византийската нотация, която обозначава, че музикалният тон трябва да бъде понижен с две степени в рамките на тоналността.
Лекое е основна невма, под или над него погат да се подписват или надписват други невми.